# Lisperpoortbrug
De Lisperpoortbrug is een boogbrug over de Afleidingsvaart van de Nete in de stad Lier, in de Belgische provincie Antwerpen. De brug is een deel van de N14 tussen Mechelen en Hoogstraten. De brug ligt aan de vroegere Lisperpoort, waar de baan uit Lier richting Hoogstraten vertrekt.